# Jaromír Tomeček
Jaromír Tomeček (30. září 1906 Kroměříž – 15. července 1997 Brno) byl český spisovatel.

## Život
Narodil se v rodině kroměřížského krejčího Jana Tomečka a jeho manželky Anny, rozené Dohnalíkové z Přerova. Po maturitě na kroměřížském gymnáziu v roce 1925 studoval práva, ale nedokončil je, poté byl notářem na Podkarpatské Rusi. V této době přispíval do Lidových novin. V roce 1939 se vrátil na Moravu a stal se úředníkem v Brně. Dne 5. června 1930 se na Slovensku oženil s Helenou Kýácovou.
V roce 1942 byl nasazen na nucené práce do Německa.
Po druhé světové válce dostudoval práva (1947), poté se stal zaměstnancem Zemského úřadu. Od roku 1954 působil jako redaktor v časopise Host do domu, na tomto místě vydržel až do roku 1962, kdy se stal spisovatelem z povolání.

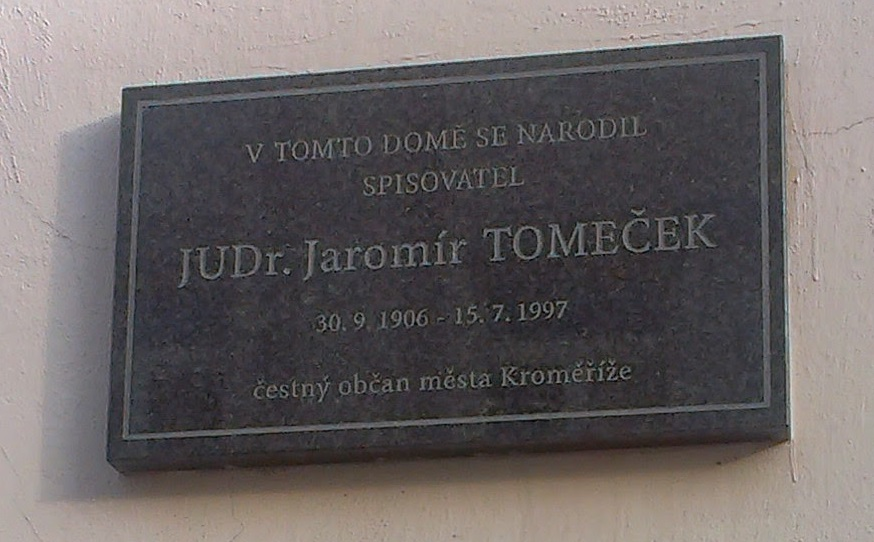
Pamětní deska na rodném domě v Kroměříži ve Vodní ulici

## Ocenění
- 1988 titul Národní umělec
- 1991 jmenován čestným občanem města Kroměříž

## Dílo
Jeho dílo lze charakterizovat jako prózu se zaměřením na přírodní témata. Ve svých dílech se zabýval nejen realistickým či lyrickým popisem, ale také otázkami s přírodou spojenými, jako je její ochrana před lidskou bezohledností a kořistěním.
- Vuí se směje, 1944
- Stříbrný lipan, 1944
- Divní, 1946 tento román lze v jeho tvorbě označit za výjimečný, protože ústředním tématem zde není příroda
- Les u řeky, 1956
- Věčný hvozd, 1956
- Zelená ozvěna, 1959
- Předjitřní setkání, 1962 tento román lze v jeho tvorbě označit za výjimečný, protože ústředním tématem zde není příroda
- Admirál na Dyji, 1962
- Zemí révového listu, 1964
- Neklid, 1965
- Vlka živí nohy, 1965
- Prales nekvete růžemi, 1967
- Marko, 1968
- Doteky ticha, 1971
- Mezi dvěma výstřely (1972)
- Závaží času, 1972
- Život zvířat, 1974
- Divotvorné lovy, 1974
- Lovy beze zbraní, 1976
- Psí hlas, 1979 (Mladá fronta - Edice 13)
- Jenom vteřiny, 1980
- Hora hoří, 1984
- Zlatá mandragora, 1990
- Budiž světlo, 1994
- Světlo do tlam, 2009
- Audiokniha Stříbrný lipan, načetl Ladislav Frej, 2017, vydala Audiotéka